# Merész László
Vitéz Merész László (Kaposvár, 1915. január 17. – Ausztrália, 1997. november 13.) Magyar Tiszti Arany Vitézségi Éremmel kitüntetett magyar katona. 1941. augusztus 6-án a Bug folyó mentén megakadályozta a 6. szovjet lövészhadtest kitörését, ezért az addig tartalékos zászlósként szolgáló katonát hadnaggyá léptették elő és vitézzé avatták.

## Élete
1915-ben született Kaposváron. Érettségi után Budapesten a Közgazdasági Egyetemre iratkozott be, amelyet el is végzett, majd Nyíregyházára került, ahol banktisztviselőként dolgozott. 1940-ben, miután Délvidék és Erdély egyes részei visszakerültek Magyarországhoz, tartalékos zászlósként Merész László is részt vett az ezen területekre történő katonai bevonulásban, majd a Kassa bombázása után létrejött Kárpát Csoport 1. lovasdandárjához került.

### Az umanyi hőstett
1941 augusztusában Merész dandárja része volt az Umany község közelében nagy szovjet erőket körbekerítő magyar és német seregeknek. 6-án Merész vezetésével az egyik páncélgépkocsi-hadtest felderítésre indult, majd egy erdei úton szembetalálkoztak a szovjet lovassággal. A három Csaba típusú páncélautó közül egy hátramaradt, a másik kettő Merész parancsára tüzet nyitott, rengeteg ellenséges katonát és lovat elpusztítva. Néhány óra elteltével ugyanezen az úton 20 szovjet tehergépkocsi közeledett, Merész egységei ezekre is tüzet nyitottak, több ellenséges jármű az árokba fordult, a leugráló katonákat lelőtték. Hamarosan két harckocsi is megérkezett, amelyekkel tűzpárbaj kezdődött. Bár az egyik Csaba periszkópját szétlőtték, a vezető nyitott vezetősisakkal is képes volt továbbmenni, amíg fejsérülést nem szenvedett. Merész Lászlónak sikerült az egyik ellenséges harckocsit megvakítania, így azok visszafordulásra kényszerültek. A tűzharc során a két Csaba 12 000 géppuska- és 720 nehézpuskatöltényt lőtt ki. A foglyul ejtett szovjet katonáktól kiderült: a magyarok egy kitörési kísérletet hiúsítottak meg. Merészt soron kívül hadnaggyá léptették elő, megkapta a Magyar Érdemrend lovagkeresztje a hadiszalagon kardokkal kitüntetést, majd Horthy Miklós kormányzótól a Magyar Tiszti Arany Vitézségi Érmet is.

## A háború után

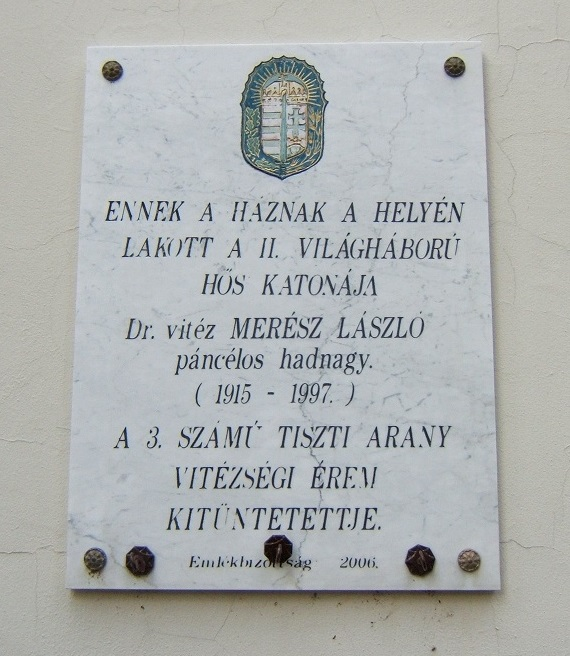
Emléktábla kaposvári házán

1945-ben Merész és csapatteste elhagyta az országot. Két évvel később Ausztráliában telepedett le, ahol ezután 50 évig, egészen haláláig élt.

## Emlékezete
Az egykori kaposvári, Rákóczi téri lakóházának helyén álló épület falán 2006-ban emléktáblát avattak. Sírja a kaposvári Keleti temetőben található. Merész Lászlóról festmény is készült, ezt a hősök arcképcsarnokában helyezték el.